# Vrata skozi
Vrata skozi (COBISS) je roman Gorana Gluvića; izšel je leta 1997 pri Pomurski založbi. 

## Vsebina
Osrednji lik romana je Goran Lim, naveličani pisec kriminalk, ki nenadoma postane žrtev svoje pisateljske obsedenosti, pravzaprav svojih literarnih oseb, ki mu ali iz maščevanja ali kljubovalnosti zagrenijo življenje. Še več: liki, ki so plod njegove domišljije, ga vedno znova zavajajo k vratom skozi, za katerimi pa se naključno pomešajo plasti časa. Osrednji lik Limovih romanov je Zvone Marc, ki Limu na pomaga, ampak ga vznemirja že ob sami misli, da ne bi več pisal. Prihaja do prestopov v druga dogajalna okolja, plasti časa in zgodbe, ki se največkrat zgodijo skozi vrata (gostilniška, gimnazijska, shrambna).
Zaradi nenehnih prestopov iz zunajbesedilnega sveta v znotrajbesedilni, se literarni lik sooča z bivanjskimi stiskami.